# CURus
cURus è un marchio di sicurezza certificato dagli Underwriters Laboratories. Il marchio è pensato per il mercato americano e canadese e, a differenza del marchio cULus, è pensato per i semilavorati che fanno parte di prodotti o sistemi più grandi. Adottare un semilavorato marchiato cURus semplifica la certificazione cULus del prodotto finale. Per esempio, un alimentatore può essere certificato cURus, mentre il computer che include tale alimentatore può essere certificato cULus.
Nei report forniti dai costruttori dei componenti elettronici, per dichiarare la conformità ad una normativa testata da questo ente, si riporta la dicitura cUЯus seguita spesso da un riferimento che identifica il file dove sono riportati i risultati dei test. Per accedere a suddetti file, si deve fare richiesta direttamente all'ente che ha realizzato i test, fornendo il numero del file.